# Tour de Colombie 1951
Le Tour de Colombie 1951, qui se déroule du 5 janvier au 17 janvier 1951, est remporté par le Colombien Efraín Forero. Course cycliste organisée par le journal El Tiempo, il s'agit de la première édition du Tour de Colombie.
Elle se déroule en dix étapes pendant lesquelles les cyclistes parcourent une distance totale de 1 157 km.

## Étapes
| Étape     | Date       | Villes étapes       |  | Distance (km) | Vainqueur d’étape | Leader du classement général |
| --------- | ---------- | ------------------- |  | ------------- | ----------------- | ---------------------------- |
| 1re étape | 5 janvier  | Bogota - Honda      |  | 163           | Efraín Forero     | Efraín Forero                |
| 2e étape  | 6 janvier  | Honda - Fresno      |  | 41            | Efraín Forero     | Efraín Forero                |
| 3e étape  | 7 janvier  | Fresno - Manizales  |  | 100           | Efraín Forero     | Efraín Forero                |
| 4e étape  | 9 janvier  | Manizales - Cartago |  | 76            | Roberto Cano      | Efraín Forero                |
| 5e étape  | 10 janvier | Cartago - Cali      |  | 210           | Óscar Oyola       | Efraín Forero                |
| 6e étape  | 12 janvier | Cali - Sevilla      |  | 169           | Efraín Forero     | Efraín Forero                |
| 7e étape  | 13 janvier | Sevilla - Armenia   |  | 63            | Efraín Forero     | Efraín Forero                |
| 8e étape  | 14 janvier | Armenia - Ibagué    |  | 100           | Efraín Forero     | Efraín Forero                |
| 9e étape  | 15 janvier | Ibagué - Girardot   |  | 88            | Óscar Oyola       | Efraín Forero                |
| 10e étape | 17 janvier | Girardot - Bogota   |  | 140           | Efraín Forero     | Efraín Forero                |